# Frederic Moore
Frederic Moore FZS (13 de maig de 1830 - 10 de maig de 1907) va ser un entomòleg britànic. També va ser un il·lustrador i va produir sis volums de Lepidoptera Indica (Lepidòpters de l'Índic) i un catàleg d'ocells de la col·lecció del museu de la Companyia Britànica de les Índies Orientals
S'ha dit que Moore va néixer a 33 Bruton Street, però pot ser incorrecte, ja que va ser l'adreça del jardí zoològic i l'oficina de la Societat Zoològica de Londres de 1826 a 1836. Moore va ser nomenat assistent de la Companyia Britànica de les Índies Orientals del Museu de Londres a partir del 31 de maig de 1848 de forma «desestabilitzada» i esdevingué «escriptor temporal», i després comissari auxiliar del Museu de les Índies Orientals amb una pensió de £ 330 anuals a partir del 31 de desembre de 1879. Va tenir una filla, Rosa Martha Moore. Va començar a compilar Lepidoptera Indica (1890-1913), un treball important sobre les papallones del sud d'Àsia en 10 volums, que va ser completat després de la seva mort per Charles Swinhoe. Moltes de les làmines van ser produïdes pel seu fill, mentre que algunes altres van ser produïdes per E. C. Knight i John Nugent Fitch. Moltes espècies de papallones van ser descrites per ell en aquest treball.

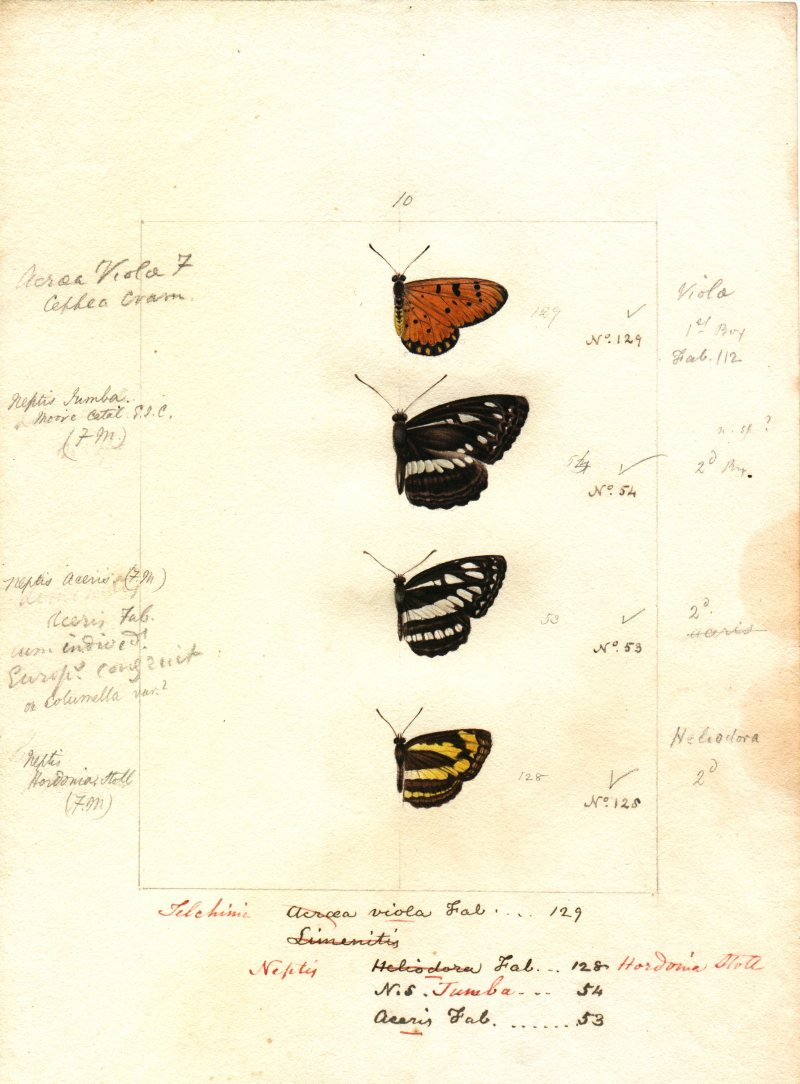
Una làmina d'aquarel·la de Robert Templeton amb notes de Frederic Moore al marge esquerre

«Moore va entrar a les portes de l'entomologia a través de les seves habilitats artístiques. El Dr. T. Horsfield (1777-1859), llargament associat al Museu de les Índies Orientals, va exigir a algú capaç de fer dibuixos d'història natural i, a través d'una introducció, Frederic Moore va obtenir la publicació. Així va començar una associació de tota la vida amb Lepidoptera Indica».
El fill de Moore, Frederic C. Moore també va ser un artista i va preparar moltes de les làmines de Lepidoptera Indica. El germà de Moore, T. J. Moore, va ser comissari al Museu de Liverpool durant quaranta anys, i el seu fill Thomas Francis Moore va ser un osteòleg al Museu Nacional de Melbourne.
Moore va ser associat de la Societat Linneana de Londres, membre de la Societat Entomològica de Londres, membre corresponent de la Societat Entomològica de Stettin i de la Societat Entomològica dels Països Baixos. Les seves altres obres van incloure A catalogue of the birds in the museum of the East-India Company (Un catàleg de les aus del museu de la Companyia Britànica de les Índies Orientals, 1854-1858, amb Thomas Horsfield) i The Lepidoptera of Ceylon (Els lepidòpters de Ceilan, 1880-1887).